# Chuggington
Chuggington es una serie animada en CGI que trata sobre la ciudad ficticia de Chuggington y sus trenes. La serie se estrenó a las 10:30 a. m. ET/PT tiempo el 18 de enero de 2010 en el bloque Playhouse Disney de Disney Channel en los Estados Unidos.

## Aires de cadenas
La serie se estrenó de aires a las 10:30 a. m. ET/PT tiempo en 18 de enero de 2010 en Disney Channel's Playhouse Disney bloque en los Estados Unidos.

## Personajes
Los tres personajes principales son Koko (de color verde) la cual en un capítulo se deja claro que es eléctrica, Wilson (es rojo) y Brewster (español castellano)/Bruno (español latino) (de color azul/amarillo)

## Episodios
En Latinoamérica La primera temporada cuenta con 52 episodios de 11 minutos, La segunda temporada cuenta con 26 episodios de 11 minutos y por último La tercera temporada cuenta con 14 episodios de 11 minutos.
En Latinoamérica estos episodios se transmiten como 26 capítulos de 23 minutos con 2 episodios cada uno.
1. No Puedes Atrapar a Koko
2. Wilson y el Elefante
3. Wilson Ruidoso
4. Koko y el Túnel
5. Frenando a Bruno
6. Hodge y el Iman
7. Koko y las Ardillas
8. A Wilson le dan un Baño
9. Bruno y las Bananas
10. Bang Klang Wilson
11. El Paseo del Viejo Pedro
12. Eddie llega tarde de Nuevo
13. Wilson Sabe Moverse
14. Wilson Heladero
15. Campeonato de Trenes
16. Super Bruno
17. El Cachorrito de koko
18. Zephie aprende una lección
19. Koko de Guardia
20. Olwin al Rescate
21. Bruno y el Dragon
22. Despierta Wilson
23. Bruno es el que sabe
24. Koko lo Logra
25. Wilson y el Helado
26. El Paseo loco de Wilson
27. El secreto de Hodge
28. El Fandango de Frutas de Frostini
29. Zephie La Reportera Estrella
30. El Famoso Emery
31. Cuidado Wilson
32. El Pasatiempo de Bruno
33. Las Monerias de Zephie
34. Pobrecito el Viejo Pedro
35. Inspector Emery
36. Wilson el Enfermero
37. La Asombrosa Aventura de Mtambo
38. La Canción de Roca de Christian
39. Hodge el Servicial
40. Bruno al Rescate
41. Wilson y el vagon de Pinturas
42. Eddie Encuentra Tiempo
43. El Paseo Real de Mtambo
44. Wilson y El viento Feroz
45. La caja de Fuego del Viejo Pedro
46. Wilson y Su Mochila a Reacción
47. La Pequeña asistente de Bruno
48. La Burbujeante Olwin
49. Koko toma el Mando
50. El rastro de Papel de Wilson
51. El Gran Show del Viejo Pedro
52. Entrenando a Harry

## Tren y Tranvía
Según el informe de prensa de Tranvía eléctrico del Okayama del 12 de enero de 2018, se operará en 2 vagones y 1 tren con su propia apariencia decorada que reproducirá a Wilson y Brewster en Japón. Con el sistema de reserva para todos los asientos, la fecha de inicio de la operación es el 16 de marzo de 2019. Se confirma como el primer motivo del mundo relacionado con el ferrocarril y el tranvía con este personaje como motivo.

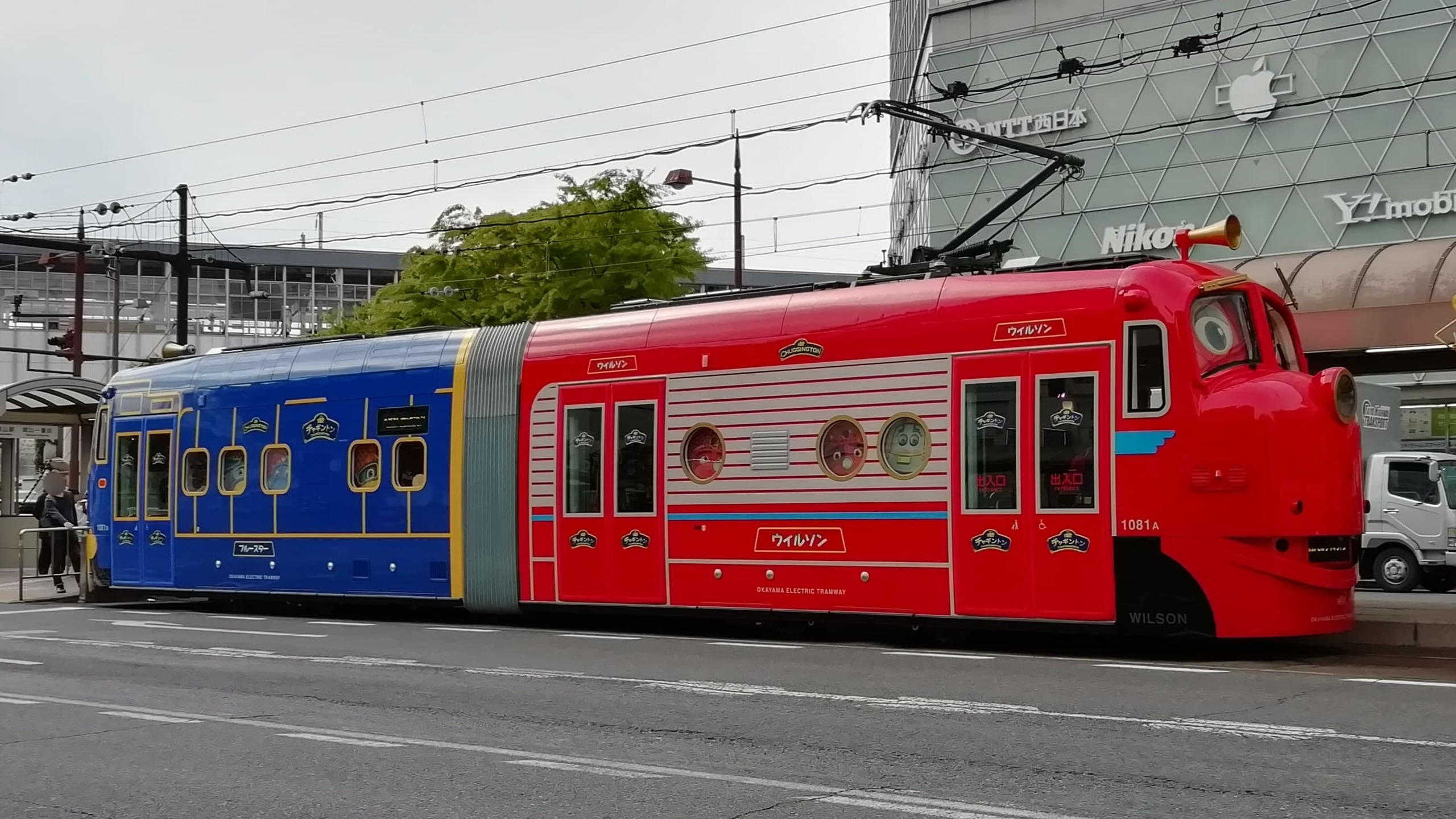
El cuerpo de un tren urbano japonés de Okayama con el personaje de Chuggington como motivo